# Tungari
Tungari es un género de arañas migalomorfas de la familia Barychelidae. Se encuentra en Australia.

## Lista de especies
Según The World Spider Catalog 11.5:
- Tungari aurukun Raven, 1994
- Tungari kenwayae Raven, 1994
- Tungari mascordi Raven, 1994
- Tungari monteithi Raven, 1994